# コンパス座
コンパス座（コンパスざ、Circinus）は、現代の88星座の1つ。18世紀半ばに考案された新しい星座である。この星座のモチーフは、製図用具のコンパス（両脚規）であり、方位磁針ではない。日本では、星座の全域を見ることができない。全天で4番目に小さな星座で、明るい恒星もない。

## 主な天体

### 恒星
2022年4月現在、国際天文学連合 (IAU) が認証した固有名を持つ恒星は1つもない。
- α星：見かけの明るさ3.19等の3等星[3]。コンパス座で最も明るい恒星で、りょうけん座α2型変光星[3]。
- β星：見かけの明るさ4.057等の4等星[6]。2015年に、0.56太陽質量の褐色矮星の伴星を発見したとする研究結果が発表された[7]。
- γ星：見かけの明るさ4.96等のB型主系列星のA星[8]と5.59等でF型主系列星のB星[9]の連星[10]。

### 星団・星雲・銀河

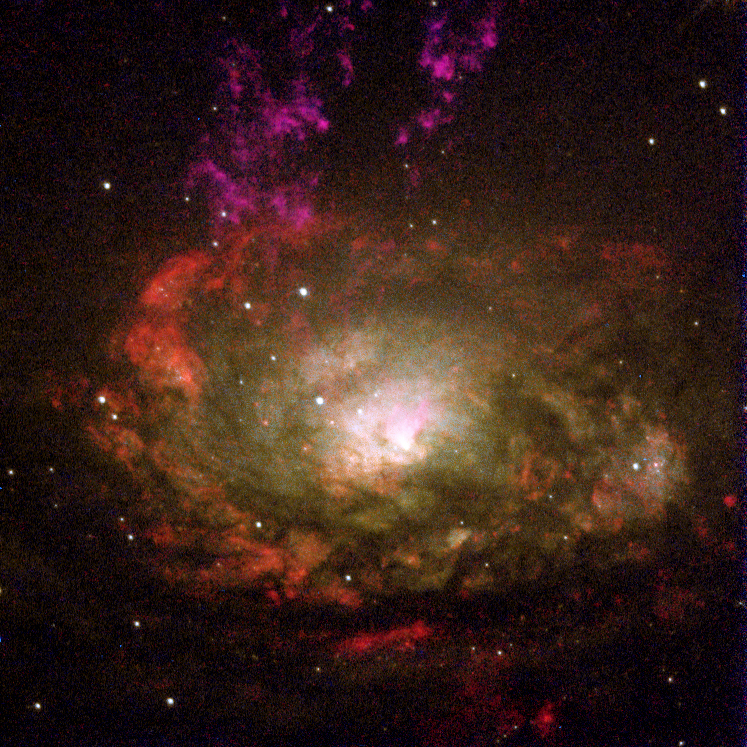
ハッブル宇宙望遠鏡が撮像したコンパス座銀河。

- コンパス座銀河：セイファート銀河[11]。地球からの距離約1400万光年と、最も近くにある活動銀河核の1つ[12]。

## 由来と歴史
コンパス座は、18世紀中頃にフランスの天文学者ニコラ＝ルイ・ド・ラカイユによって考案された。ラカイユが考案し現在も使用されている14の星座の中では最も小さい。
1756年に刊行された『Histoire de l'Académie royale des sciences』に掲載されたラカイユの星図の中で、フランス語で「le Compas」という名称が描かれたのが初出である。ラカイユの死後1763年に刊行された著書『Coelum australe stelliferum』に掲載された第2版の星図では、ラテン語化された「Circinus」と呼称が変更されている。ラカイユは、みなみのさんかく座を測量機器に見立て、じょうぎ座と共に製図用具が並ぶように星図を描いたとされる。
1922年5月にローマで開催されたIAUの設立総会で現行の88星座が定められた際にそのうちの1つとして選定され、星座名は Circinus、略称は Cir と正式に定められた。新しい星座のため星座にまつわる神話や伝承はない。

## 呼称と方言
日本では当初「両脚規」という訳語が充てられていた。これは、1910年（明治43年）2月に刊行された日本天文学会の会誌『天文月報』の第2巻11号に掲載された、星座の訳名が改訂されたことを伝える「星座名」という記事で確認できる。この訳名は、1925年（大正14年）に初版が刊行された『理科年表』にも引き継がれ、「両脚規（りゃうきゃくき）」として掲載された。
これに対して、天文同好会の山本一清らは独自の訳名を用いた。天文同好会の編集により1928年（昭和3年）4月に刊行された『天文年鑑』第1号では、Circinus に「コンパス」という訳が充てられ、以降の号でもこの訳名が継続して用いられた。
1944年（昭和19年）に天文学用語が見直された際も引き続き「両脚規」が使われることとなったが、戦後の1952年（昭和27年）7月に日本天文学会は「星座名はひらがなまたはカタカナで表記する」とし、このとき Circinus の日本語の学名は「コンパス」と改められた。これ以降は「コンパス」という学名が継続して用いられている。